# Os Livros Sagrados de Thelema
Os Livros Sagrados de Thelema é uma compilação de alguns livros escritos pelo escritor e mago inglês Aleister Crowley entre 1907 e 1911. Um guia da Era de Horus durante a Casa de Aquário, que resultaram na fundação do movimento filosófico-religioso Thelema (Sistema Thelêmico). Distante do eixo judaico-cristã de vida espiritual. 
De acordo com o tradutor, Vitor Cei, a introdução “Livro LXI, das Causas” (do latim: Liber LXI Vel Causæ Astrum Argentum) texto da Classe D (categoria que abrange rituais e instruções), serve de lição preliminar, incluindo informações históricas sobre a origem deste movimento, mais especificamente, a decadência da ordem Golden Dawn e a ascensão da ordem ocultista Astrum Argentum (A.·. A.·.).

## Obras

### Livro I, do Magus
O Liber I ou Liber B Vel Magi Sub Figurâ I, apresenta um relato do Grau de Magus, o mais alto grau possível de ser manifestado neste plano, de acordo com os Mestres do Templo. I é o número do Magus no Tarô, cuja letra é B; 

### Livro VII, do Lápis-Lazúli
O Liber VII Liberi Vel Lapidis Lazuli Adumbratio Kabbalæ Ægyptiorum Sub Figurâ VII, oferece aos novos adeptos (neófito) as palavras de nascimento de um Magister Templi. Seus sete capítulos se referem a sete astros, na seguinte ordem: Marte, Saturno, Júpiter, Sol, Mercúrio, Lua e Vênus. Ele foi recebido em outubro de 1907 e.v.; 

### Livro X, do Portão de Luz
O Liber X Porta Lucis Sub Figurâ X, é um relato do envio de Mestre Therion pela Astrum Argentum e o esclarecimento de sua missão, que consiste basicamente em cuidar dos seus discípulos e obter uma compreensão perfeita do Universo. O título faz referência ao Malkuth, última sephirah da árvore da vida cabalística, cujo número é X: o Décimo Caminho, que se chama Inteligência Resplandecente. Ele foi recebido em dezembro de 1907 e.v.;

### Livro XXVII , dos Trigramas
O Liber XXVII Trigrammaton Sub Figurâ XXVII, livro dos desenhos Trigramas das Mutações do Tao com Ying-Yang, apresenta um relato do processo cósmico: correspondendo às estrofes de Dzyan em outro sistema. Este livro foi recebido em dezembro de 1907 e.v.;

### Livro LXV, do Coração Enroscado pela Serpente
O Liber LXV Cordis Cincti Serpente Sub Figurâ אדני, expõe um relato das relações do Aspirante com o seu Sagrado Anjo Guardião. Seus cinco capítulos fazem referência aos cinco elementos: terra, ar, água, fogo e espírito. Este livro é dado aos Probacionistas, pois o conhecimento e Conversação do Sagrado Anjo Guardião é a Coroa do Colégio Externo. LVX é o número de Adonai. Este livro foi recebido entre outubro e novembro de 1907 e.v.;

### Livro LXVI, da Estrela de Rubi
O Liber LXVI Stellæ Rubeæ Sub Figurâ LXVI, apresenta o ritual secreto de Apep, o Coração de IAO e OAI, entregue para V.V.V.V.V. para seu uso em uma certa questão de Liber Legis, escrito sob a figura LXVI, que se refere à soma dos primeiros 11 números. Ele foi recebido em novembro de 1907 e.v.;

### Liber XC, do Livro do Anzol Hermético
Liber XC “Livro do Anzol Hermético” (Liber Tzaddi Vel Hamus Hermeticus Figurâ XC): oferece um relato da Iniciação e uma indicação para aqueles que são indicados à mesma. Serve aos pescadores de homens;

### Livro CLVI, da Muralha de Abiegnus
O Liber CLVI Cheth Vel Vallum Abiegni Sub Figurâ, oferece um relato da tarefa do Adeptus Exemptus, considerada sob os símbolos de um plano em particular, não o intelectual. CLVI faz referência a Babalon (Mãe das Abominações, umas das deusas centrais da religião);

### Livro XXXI, da Lei
Liber CCXX Liber AL vel Legi, é a pedra fundamental da era (Novo Æon) da Criança Coroada e Conquistadora. São os textos mais importantes desta compilação. O primeiro é a transcrição do segundo, que é cópia do manuscrito de Ankh-af-na-Khonsu (Aleister Crowley) que foi ditado por Aiwass (porta-voz da dinvidade Hórus). O CCXX refere-se aos 220 versos nos três capítulos do livro, enquanto XXXI refere-se à soma dos valores atribuídos às letras A e L (1 e 30), que formam o nome do livro. Ele foi ditado no Cairo em abril de 1904 e.v., após um ritual de invocação de Silfos, inaugurando o Novo Æon, a fórmula mágica da criança coroada e conquistadora que reconcilia e transcende a fórmula dos dois Æons antecessores.